# Lista di asteroidi (726001-727000)
Di seguito una lista di asteroidi dal numero 726001  al 727000 con data di scoperta e scopritore.

## 726001–726100
| Nome   | Designazione provvisoria | Data di scoperta  | Scopritore                          |
| ------ | ------------------------ | ----------------- | ----------------------------------- |
| 726001 | 2009 QP5                 | 16 agosto 2009    | Spacewatch                          |
| 726002 | 2009 QG7                 | 29 luglio 2005    | NEAT                                |
| 726003 | 2009 QD9                 | 12 marzo 2007     | CSS                                 |
| 726004 | 2009 QL12                | 16 agosto 2009    | Spacewatch                          |
| 726005 | 2009 QB18                | 17 agosto 2009    | Spacewatch                          |
| 726006 | 2009 QK48                | 15 agosto 2009    | CSS                                 |
| 726007 | 2009 QG61                | 16 agosto 2009    | Spacewatch                          |
| 726008 | 2009 QZ61                | 27 agosto 2009    | Spacewatch                          |
| 726009 | 2009 QG62                | 28 agosto 2009    | Spacewatch                          |
| 726010 | 2009 QP66                | 18 agosto 2009    | Spacewatch                          |
| 726011 | 2009 QD67                | 14 agosto 2004    | Cerro Tololo Obs.                   |
| 726012 | 2009 QT67                | 16 agosto 2009    | Spacewatch                          |
| 726013 | 2009 QC68                | 5 ottobre 2013    | Pan-STARRS                          |
| 726014 | 2009 QH68                | 29 settembre 2014 | Pan-STARRS                          |
| 726015 | 2009 QG69                | 24 giugno 2009    | Mount Lemmon Survey                 |
| 726016 | 2009 QR71                | 28 agosto 2009    | Spacewatch                          |
| 726017 | 2009 QV72                | 20 agosto 2009    | Spacewatch                          |
| 726018 | 2009 QB73                | 17 agosto 2009    | Spacewatch                          |
| 726019 | 2009 QE73                | 18 agosto 2009    | Spacewatch                          |
| 726020 | 2009 QO75                | 20 agosto 2009    | Spacewatch                          |
| 726021 | 2009 QQ77                | 18 agosto 2009    | Spacewatch                          |
| 726022 | 2009 QK80                | 16 agosto 2009    | Spacewatch                          |
| 726023 | 2009 RB1                 | 10 settembre 2009 | K. Sárneczky                        |
| 726024 | 2009 RH5                 | 1 settembre 2005  | NEAT                                |
| 726025 | 2009 RA10                | 12 settembre 2009 | Spacewatch                          |
| 726026 | 2009 RF24                | 15 settembre 2009 | Spacewatch                          |
| 726027 | 2009 RA40                | 15 settembre 2009 | Spacewatch                          |
| 726028 | 2009 RN53                | 15 settembre 2009 | Spacewatch                          |
| 726029 | 2009 RO54                | 18 settembre 2003 | Spacewatch                          |
| 726030 | 2009 RG60                | 14 settembre 2009 | CSS                                 |
| 726031 | 2009 RR61                | 14 settembre 2009 | Osservatorio astronomico di Maiorca |
| 726032 | 2009 RM64                | 15 settembre 2009 | Spacewatch                          |
| 726033 | 2009 RF68                | 15 settembre 2009 | Spacewatch                          |
| 726034 | 2009 RN70                | 12 settembre 2009 | Spacewatch                          |
| 726035 | 2009 RO76                | 13 settembre 2009 | PTF                                 |
| 726036 | 2009 RR77                | 23 febbraio 2012  | Mount Lemmon Survey                 |
| 726037 | 2009 RK78                | 15 settembre 2009 | Spacewatch                          |
| 726038 | 2009 RK80                | 15 settembre 2009 | Spacewatch                          |
| 726039 | 2009 RB82                | 15 settembre 2009 | Spacewatch                          |
| 726040 | 2009 SS2                 | 9 ottobre 1999    | Spacewatch                          |
| 726041 | 2009 SC3                 | 29 agosto 2009    | Spacewatch                          |
| 726042 | 2009 SN4                 | 16 settembre 2009 | Mount Lemmon Survey                 |
| 726043 | 2009 SQ10                | 6 novembre 2005   | Spacewatch                          |
| 726044 | 2009 SD14                | 17 settembre 2009 | T. V. Kryachko, B. Satovskij        |
| 726045 | 2009 SU14                | 29 agosto 2009    | Spacewatch                          |
| 726046 | 2009 SB21                | 16 settembre 2009 | R. A. Tucker                        |
| 726047 | 2009 SF22                | 26 novembre 2003  | Spacewatch                          |
| 726048 | 2009 SB23                | 25 dicembre 2003  | SDSS Collaboration                  |
| 726049 | 2009 SG30                | 16 settembre 2009 | Spacewatch                          |
| 726050 | 2009 SM33                | 16 settembre 2009 | Spacewatch                          |
| 726051 | 2009 ST52                | 17 settembre 2009 | Mount Lemmon Survey                 |
| 726052 | 2009 SJ57                | 17 settembre 2009 | Spacewatch                          |
| 726053 | 2009 SD58                | 17 settembre 2009 | Spacewatch                          |
| 726054 | 2009 SB75                | 17 settembre 2009 | Spacewatch                          |
| 726055 | 2009 SH75                | 17 settembre 2009 | Spacewatch                          |
| 726056 | 2009 SR76                | 17 settembre 2009 | Spacewatch                          |
| 726057 | 2009 ST77                | 17 settembre 2009 | K. Černis, K. Zdanavičius           |
| 726058 | 2009 SF79                | 18 settembre 2009 | Spacewatch                          |
| 726059 | 2009 SG81                | 18 settembre 2009 | Mount Lemmon Survey                 |
| 726060 | 2009 SQ85                | 10 marzo 2007     | Mount Lemmon Survey                 |
| 726061 | 2009 SV85                | 27 agosto 2009    | Spacewatch                          |
| 726062 | 2009 SP92                | 16 settembre 2009 | Spacewatch                          |
| 726063 | 2009 SL96                | 8 febbraio 2003   | AMOS                                |
| 726064 | 2009 SW111               | 18 settembre 2009 | Spacewatch                          |
| 726065 | 2009 SK113               | 18 settembre 2009 | Spacewatch                          |
| 726066 | 2009 SX113               | 18 settembre 2009 | Spacewatch                          |
| 726067 | 2009 SJ117               | 18 settembre 2009 | Spacewatch                          |
| 726068 | 2009 SN117               | 18 settembre 2009 | Spacewatch                          |
| 726069 | 2009 SG123               | 25 agosto 2004    | Spacewatch                          |
| 726070 | 2009 SU123               | 18 settembre 2009 | Spacewatch                          |
| 726071 | 2009 SM127               | 18 settembre 2009 | Spacewatch                          |
| 726072 | 2009 SN130               | 18 settembre 2009 | Spacewatch                          |
| 726073 | 2009 SM133               | 18 settembre 2009 | Spacewatch                          |
| 726074 | 2009 SB135               | 16 marzo 2007     | Spacewatch                          |
| 726075 | 2009 SG137               | 18 settembre 2009 | Spacewatch                          |
| 726076 | 2009 ST145               | 27 dicembre 2006  | R. Holmes                           |
| 726077 | 2009 SB146               | 19 settembre 2009 | Mount Lemmon Survey                 |
| 726078 | 2009 SK147               | 19 settembre 2009 | Mount Lemmon Survey                 |
| 726079 | 2009 SD160               | 20 settembre 2009 | Spacewatch                          |
| 726080 | 2009 SG162               | 26 gennaio 2006   | Spacewatch                          |
| 726081 | 2009 SF163               | 21 settembre 2009 | Mount Lemmon Survey                 |
| 726082 | 2009 ST165               | 16 agosto 2009    | Spacewatch                          |
| 726083 | 2009 SR168               | 20 settembre 2009 | Mount Lemmon Survey                 |
| 726084 | 2009 SF180               | 20 settembre 2009 | Spacewatch                          |
| 726085 | 2009 SY183               | 21 settembre 2009 | Spacewatch                          |
| 726086 | 2009 SD184               | 21 settembre 2009 | Spacewatch                          |
| 726087 | 2009 SU185               | 21 settembre 2009 | Spacewatch                          |
| 726088 | 2009 SC195               | 22 settembre 2009 | Spacewatch                          |
| 726089 | 2009 SL202               | 22 settembre 2009 | Spacewatch                          |
| 726090 | 2009 SJ205               | 15 agosto 2004    | Cerro Tololo Obs.                   |
| 726091 | 2009 SB212               | 15 settembre 2009 | Spacewatch                          |
| 726092 | 2009 SN219               | 24 settembre 2009 | Mount Lemmon Survey                 |
| 726093 | 2009 SH221               | 25 settembre 2009 | Mount Lemmon Survey                 |
| 726094 | 2009 SE225               | 25 settembre 2009 | Mount Lemmon Survey                 |
| 726095 | 2009 SA226               | 26 settembre 2009 | Mount Lemmon Survey                 |
| 726096 | 2009 SK226               | 12 marzo 2007     | Mount Lemmon Survey                 |
| 726097 | 2009 SS244               | 17 settembre 2009 | Spacewatch                          |
| 726098 | 2009 SC247               | 18 settembre 2009 | Spacewatch                          |
| 726099 | 2009 SH247               | 18 settembre 2009 | Spacewatch                          |
| 726100 | 2009 SU248               | 16 settembre 2009 | Spacewatch                          |

## 726101–726200
| Nome   | Designazione provvisoria | Data di scoperta  | Scopritore                          |
| ------ | ------------------------ | ----------------- | ----------------------------------- |
| 726101 | 2009 SP249               | 18 settembre 2009 | Spacewatch                          |
| 726102 | 2009 SK252               | 15 aprile 2008    | Spacewatch                          |
| 726103 | 2009 SS258               | 21 settembre 2009 | Spacewatch                          |
| 726104 | 2009 SV259               | 22 settembre 2009 | Mount Lemmon Survey                 |
| 726105 | 2009 SX259               | 20 agosto 2009    | Spacewatch                          |
| 726106 | 2009 SD268               | 12 settembre 2009 | Spacewatch                          |
| 726107 | 2009 SV270               | 24 settembre 2009 | Spacewatch                          |
| 726108 | 2009 SX270               | 17 settembre 2009 | Spacewatch                          |
| 726109 | 2009 SL272               | 16 settembre 2009 | Spacewatch                          |
| 726110 | 2009 ST276               | 5 gennaio 2006    | Spacewatch                          |
| 726111 | 2009 SV278               | 17 settembre 2009 | Spacewatch                          |
| 726112 | 2009 SA279               | 25 settembre 2009 | Spacewatch                          |
| 726113 | 2009 SR294               | 18 agosto 2009    | Spacewatch                          |
| 726114 | 2009 SX294               | 19 settembre 2009 | Spacewatch                          |
| 726115 | 2009 SP305               | 17 settembre 2009 | Mount Lemmon Survey                 |
| 726116 | 2009 SX306               | 17 settembre 2009 | Mount Lemmon Survey                 |
| 726117 | 2009 SQ307               | 17 settembre 2009 | Mount Lemmon Survey                 |
| 726118 | 2009 SF310               | 18 settembre 2009 | Spacewatch                          |
| 726119 | 2009 SO311               | 18 settembre 2009 | Mount Lemmon Survey                 |
| 726120 | 2009 SQ313               | 18 settembre 2009 | Mount Lemmon Survey                 |
| 726121 | 2009 SE314               | 4 luglio 2005     | Spacewatch                          |
| 726122 | 2009 SE316               | 19 settembre 2009 | Spacewatch                          |
| 726123 | 2009 SP316               | 19 settembre 2009 | Mount Lemmon Survey                 |
| 726124 | 2009 SK322               | 14 febbraio 2007  | Osservatorio di Mauna Kea           |
| 726125 | 2009 SR327               | 26 settembre 2009 | Spacewatch                          |
| 726126 | 2009 SP332               | 21 settembre 2009 | Mount Lemmon Survey                 |
| 726127 | 2009 SJ338               | 16 ottobre 2009   | Mount Lemmon Survey                 |
| 726128 | 2009 SE350               | 21 settembre 2009 | Mount Lemmon Survey                 |
| 726129 | 2009 SC358               | 27 settembre 2009 | Mount Lemmon Survey                 |
| 726130 | 2009 SB366               | 20 settembre 2009 | Mount Lemmon Survey                 |
| 726131 | 2009 SO372               | 18 settembre 1995 | Spacewatch                          |
| 726132 | 2009 SN373               | 29 settembre 2014 | Pan-STARRS                          |
| 726133 | 2009 SQ373               | 28 novembre 2013  | Mount Lemmon Survey                 |
| 726134 | 2009 SA374               | 23 settembre 2009 | Mount Lemmon Survey                 |
| 726135 | 2009 SN374               | 5 luglio 2013     | SSS                                 |
| 726136 | 2009 SR374               | 10 febbraio 2011  | Mount Lemmon Survey                 |
| 726137 | 2009 SL375               | 8 gennaio 2011    | Mount Lemmon Survey                 |
| 726138 | 2009 SE376               | 20 settembre 2009 | Spacewatch                          |
| 726139 | 2009 SP377               | 16 settembre 2009 | Mount Lemmon Survey                 |
| 726140 | 2009 SU377               | 15 marzo 2012     | Mount Lemmon Survey                 |
| 726141 | 2009 SM378               | 12 maggio 1997    | C. Veillet                          |
| 726142 | 2009 SY382               | 29 settembre 2009 | Spacewatch                          |
| 726143 | 2009 SZ382               | 19 settembre 2009 | Mount Lemmon Survey                 |
| 726144 | 2009 SO383               | 22 marzo 2015     | Pan-STARRS                          |
| 726145 | 2009 SR383               | 25 settembre 2009 | Spacewatch                          |
| 726146 | 2009 SO386               | 18 marzo 2016     | Mount Lemmon Survey                 |
| 726147 | 2009 SS389               | 20 settembre 2009 | Spacewatch                          |
| 726148 | 2009 SB390               | 12 febbraio 2011  | Mount Lemmon Survey                 |
| 726149 | 2009 SY390               | 31 luglio 2014    | Pan-STARRS                          |
| 726150 | 2009 SZ390               | 12 luglio 2016    | Mount Lemmon Survey                 |
| 726151 | 2009 SQ391               | 10 gennaio 2013   | Pan-STARRS                          |
| 726152 | 2009 SP392               | 14 luglio 2013    | Pan-STARRS                          |
| 726153 | 2009 SS396               | 20 settembre 2009 | Spacewatch                          |
| 726154 | 2009 SB398               | 27 settembre 2009 | Spacewatch                          |
| 726155 | 2009 SM398               | 19 settembre 2009 | Spacewatch                          |
| 726156 | 2009 SS398               | 20 settembre 2009 | Mount Lemmon Survey                 |
| 726157 | 2009 SY398               | 21 settembre 2009 | Mount Lemmon Survey                 |
| 726158 | 2009 SQ399               | 20 settembre 2009 | Mount Lemmon Survey                 |
| 726159 | 2009 SS399               | 28 settembre 2009 | Mount Lemmon Survey                 |
| 726160 | 2009 SY399               | 25 settembre 2009 | Spacewatch                          |
| 726161 | 2009 SC401               | 27 settembre 2009 | Mount Lemmon Survey                 |
| 726162 | 2009 SD401               | 19 settembre 2009 | Spacewatch                          |
| 726163 | 2009 SK401               | 21 settembre 2009 | Mount Lemmon Survey                 |
| 726164 | 2009 ST401               | 19 settembre 2009 | Spacewatch                          |
| 726165 | 2009 SQ403               | 17 settembre 2009 | Spacewatch                          |
| 726166 | 2009 SW403               | 21 febbraio 2007  | Spacewatch                          |
| 726167 | 2009 SZ403               | 19 settembre 2009 | Mount Lemmon Survey                 |
| 726168 | 2009 SC404               | 21 settembre 2009 | Spacewatch                          |
| 726169 | 2009 SZ407               | 21 settembre 2009 | Spacewatch                          |
| 726170 | 2009 SM408               | 28 settembre 2009 | Mount Lemmon Survey                 |
| 726171 | 2009 SV414               | 28 settembre 2009 | Mount Lemmon Survey                 |
| 726172 | 2009 SJ419               | 24 settembre 2009 | Mount Lemmon Survey                 |
| 726173 | 2009 SM419               | 25 settembre 2009 | Mount Lemmon Survey                 |
| 726174 | 2009 SS420               | 22 settembre 2009 | Spacewatch                          |
| 726175 | 2009 SZ421               | 21 settembre 2009 | Mount Lemmon Survey                 |
| 726176 | 2009 SY427               | 27 settembre 2009 | Spacewatch                          |
| 726177 | 2009 TG17                | 15 ottobre 2009   | Osservatorio astronomico di Maiorca |
| 726178 | 2009 TR17                | 24 settembre 2009 | CSS                                 |
| 726179 | 2009 TF25                | 14 ottobre 2009   | CSS                                 |
| 726180 | 2009 TL25                | 15 settembre 2009 | Spacewatch                          |
| 726181 | 2009 TZ26                | 14 ottobre 2009   | Osservatorio astronomico di Maiorca |
| 726182 | 2009 TA29                | 20 settembre 2009 | Spacewatch                          |
| 726183 | 2009 TM31                | 15 ottobre 2009   | Mount Lemmon Survey                 |
| 726184 | 2009 TF44                | 14 ottobre 2009   | Mount Lemmon Survey                 |
| 726185 | 2009 TP48                | 25 agosto 2005    | NEAT                                |
| 726186 | 2009 TH50                | 12 ottobre 2009   | Mount Lemmon Survey                 |
| 726187 | 2009 TM50                | 23 luglio 2015    | Pan-STARRS                          |
| 726188 | 2009 TV50                | 15 ottobre 2004   | Mount Lemmon Survey                 |
| 726189 | 2009 TZ50                | 27 novembre 2013  | Pan-STARRS                          |
| 726190 | 2009 TK53                | 14 ottobre 2009   | Mount Lemmon Survey                 |
| 726191 | 2009 TJ54                | 12 ottobre 2009   | Spacewatch                          |
| 726192 | 2009 TT54                | 1 ottobre 2009    | Mount Lemmon Survey                 |
| 726193 | 2009 TL55                | 12 ottobre 2009   | Mount Lemmon Survey                 |
| 726194 | 2009 TX56                | 14 ottobre 2009   | Mount Lemmon Survey                 |
| 726195 | 2009 UP                  | 17 ottobre 2009   | S. Shurpakov                        |
| 726196 | 2009 UP1                 | 18 ottobre 2009   | CSS                                 |
| 726197 | 2009 UN6                 | 15 settembre 2009 | Spacewatch                          |
| 726198 | 2009 UF11                | 16 marzo 2007     | Spacewatch                          |
| 726199 | 2009 UD15                | 16 ottobre 2009   | Mount Lemmon Survey                 |
| 726200 | 2009 UT22                | 17 ottobre 2009   | Mount Lemmon Survey                 |

## 726201–726300
| Nome   | Designazione provvisoria | Data di scoperta  | Scopritore                          |
| ------ | ------------------------ | ----------------- | ----------------------------------- |
| 726201 | 2009 UE27                | 21 ottobre 2009   | CSS                                 |
| 726202 | 2009 UR30                | 21 settembre 2009 | Mount Lemmon Survey                 |
| 726203 | 2009 UD32                | 18 settembre 2009 | Mount Lemmon Survey                 |
| 726204 | 2009 UN44                | 18 ottobre 2009   | Mount Lemmon Survey                 |
| 726205 | 2009 UP44                | 26 settembre 2003 | SDSS Collaboration                  |
| 726206 | 2009 UW45                | 18 ottobre 2009   | Mount Lemmon Survey                 |
| 726207 | 2009 UV48                | 14 ottobre 2009   | Mount Lemmon Survey                 |
| 726208 | 2009 UM58                | 23 ottobre 2009   | Mount Lemmon Survey                 |
| 726209 | 2009 UV65                | 17 ottobre 2009   | Mount Lemmon Survey                 |
| 726210 | 2009 US67                | 3 novembre 2005   | Mount Lemmon Survey                 |
| 726211 | 2009 UU70                | 29 settembre 2009 | Mount Lemmon Survey                 |
| 726212 | 2009 UX71                | 23 ottobre 2009   | Spacewatch                          |
| 726213 | 2009 UD75                | 28 settembre 2009 | Spacewatch                          |
| 726214 | 2009 UP80                | 21 febbraio 2007  | Mount Lemmon Survey                 |
| 726215 | 2009 UB81                | 22 ottobre 2009   | Mount Lemmon Survey                 |
| 726216 | 2009 UC92                | 24 ottobre 2009   | G. Hug                              |
| 726217 | 2009 UA95                | 27 settembre 2009 | Spacewatch                          |
| 726218 | 2009 UO97                | 23 ottobre 2009   | Mount Lemmon Survey                 |
| 726219 | 2009 UT100               | 23 ottobre 2009   | Mount Lemmon Survey                 |
| 726220 | 2009 UU111               | 2 ottobre 2009    | Mount Lemmon Survey                 |
| 726221 | 2009 UV114               | 21 ottobre 2009   | Mount Lemmon Survey                 |
| 726222 | 2009 UJ122               | 27 settembre 2009 | Mount Lemmon Survey                 |
| 726223 | 2009 UK122               | 27 ottobre 2005   | Spacewatch                          |
| 726224 | 2009 UH123               | 17 settembre 2009 | Mount Lemmon Survey                 |
| 726225 | 2009 UD125               | 26 ottobre 2009   | Mount Lemmon Survey                 |
| 726226 | 2009 UK125               | 20 marzo 2007     | Spacewatch                          |
| 726227 | 2009 UW126               | 21 ottobre 2009   | T. V. Kryachko, B. Satovski         |
| 726228 | 2009 UA127               | 13 ottobre 2009   | Osservatorio astronomico di Maiorca |
| 726229 | 2009 UZ127               | 24 ottobre 2009   | Spacewatch                          |
| 726230 | 2009 UF129               | 30 ottobre 2009   | Mount Lemmon Survey                 |
| 726231 | 2009 UH130               | 20 ottobre 2009   | IAA-AI                              |
| 726232 | 2009 UN133               | 22 ottobre 2009   | Mount Lemmon Survey                 |
| 726233 | 2009 US134               | 29 luglio 2005    | NEAT                                |
| 726234 | 2009 UL145               | 17 ottobre 2009   | CSS                                 |
| 726235 | 2009 UM147               | 22 ottobre 2009   | Spacewatch                          |
| 726236 | 2009 UD150               | 27 ottobre 2009   | Mount Lemmon Survey                 |
| 726237 | 2009 UE150               | 27 ottobre 2009   | Mount Lemmon Survey                 |
| 726238 | 2009 UH156               | 18 ottobre 2009   | Mount Lemmon Survey                 |
| 726239 | 2009 UZ156               | 25 ottobre 2009   | Spacewatch                          |
| 726240 | 2009 UJ162               | 21 ottobre 2009   | Mount Lemmon Survey                 |
| 726241 | 2009 UR162               | 29 marzo 2012     | Pan-STARRS                          |
| 726242 | 2009 UZ162               | 2 marzo 2011      | Mount Lemmon Survey                 |
| 726243 | 2009 UD163               | 21 maggio 2015    | Pan-STARRS                          |
| 726244 | 2009 UK163               | 24 ottobre 2009   | Mount Lemmon Survey                 |
| 726245 | 2009 UT163               | 28 febbraio 2012  | Pan-STARRS                          |
| 726246 | 2009 UG164               | 2 settembre 2014  | Pan-STARRS                          |
| 726247 | 2009 UH164               | 18 ottobre 2009   | Mount Lemmon Survey                 |
| 726248 | 2009 UX164               | 19 settembre 2009 | Spacewatch                          |
| 726249 | 2009 UG166               | 18 ottobre 2009   | Mount Lemmon Survey                 |
| 726250 | 2009 UR166               | 14 ottobre 2009   | Spacewatch                          |
| 726251 | 2009 US166               | 8 novembre 2013   | Spacewatch                          |
| 726252 | 2009 UG167               | 26 ottobre 2009   | Mount Lemmon Survey                 |
| 726253 | 2009 UY168               | 17 novembre 2014  | Pan-STARRS                          |
| 726254 | 2009 UB170               | 16 ottobre 2009   | Mount Lemmon Survey                 |
| 726255 | 2009 UX170               | 18 ottobre 2009   | Mount Lemmon Survey                 |
| 726256 | 2009 UB171               | 16 ottobre 2009   | Mount Lemmon Survey                 |
| 726257 | 2009 UN172               | 19 settembre 2014 | Pan-STARRS                          |
| 726258 | 2009 UT172               | 27 settembre 2014 | Mount Lemmon Survey                 |
| 726259 | 2009 UD175               | 23 ottobre 2009   | Mount Lemmon Survey                 |
| 726260 | 2009 UG175               | 22 ottobre 2009   | Mount Lemmon Survey                 |
| 726261 | 2009 UU175               | 24 ottobre 2009   | Spacewatch                          |
| 726262 | 2009 UN176               | 27 ottobre 2009   | Mount Lemmon Survey                 |
| 726263 | 2009 UU176               | 16 ottobre 2009   | Mount Lemmon Survey                 |
| 726264 | 2009 UB177               | 10 marzo 2007     | Mount Lemmon Survey                 |
| 726265 | 2009 UJ178               | 16 ottobre 2009   | Mount Lemmon Survey                 |
| 726266 | 2009 UH179               | 16 ottobre 2009   | Mount Lemmon Survey                 |
| 726267 | 2009 UC181               | 27 ottobre 2009   | Mount Lemmon Survey                 |
| 726268 | 2009 UB182               | 24 ottobre 2009   | Spacewatch                          |
| 726269 | 2009 UY184               | 24 ottobre 2009   | Spacewatch                          |
| 726270 | 2009 UE189               | 27 ottobre 2009   | Mount Lemmon Survey                 |
| 726271 | 2009 VO1                 | 9 novembre 2009   | V. Newski                           |
| 726272 | 2009 VN2                 | 19 settembre 2003 | NEAT                                |
| 726273 | 2009 VC4                 | 19 maggio 2006    | Mount Lemmon Survey                 |
| 726274 | 2009 VJ4                 | 21 settembre 2009 | Mount Lemmon Survey                 |
| 726275 | 2009 VG7                 | 26 ottobre 2009   | Mount Lemmon Survey                 |
| 726276 | 2009 VQ7                 | 18 settembre 2009 | Mount Lemmon Survey                 |
| 726277 | 2009 VK9                 | 8 novembre 2009   | Mount Lemmon Survey                 |
| 726278 | 2009 VH10                | 10 aprile 2000    | Kitt Peak Obs.                      |
| 726279 | 2009 VU15                | 24 ottobre 2009   | Spacewatch                          |
| 726280 | 2009 VH17                | 24 ottobre 2009   | CSS                                 |
| 726281 | 2009 VX17                | 26 ottobre 2009   | Spacewatch                          |
| 726282 | 2009 VD19                | 9 novembre 2009   | Spacewatch                          |
| 726283 | 2009 VZ22                | 9 novembre 2009   | Mount Lemmon Survey                 |
| 726284 | 2009 VH30                | 9 novembre 2009   | Mount Lemmon Survey                 |
| 726285 | 2009 VJ31                | 9 novembre 2009   | Mount Lemmon Survey                 |
| 726286 | 2009 VC34                | 10 novembre 2009  | Mount Lemmon Survey                 |
| 726287 | 2009 VE34                | 24 ottobre 2009   | Spacewatch                          |
| 726288 | 2009 VP36                | 10 novembre 2009  | Spacewatch                          |
| 726289 | 2009 VP38                | 9 novembre 2009   | Spacewatch                          |
| 726290 | 2009 VE51                | 26 novembre 2005  | Spacewatch                          |
| 726291 | 2009 VL51                | 26 ottobre 2009   | Mount Lemmon Survey                 |
| 726292 | 2009 VT53                | 10 novembre 2009  | Mount Lemmon Survey                 |
| 726293 | 2009 VW53                | 10 novembre 2009  | Mount Lemmon Survey                 |
| 726294 | 2009 VV56                | 22 settembre 2009 | Mount Lemmon Survey                 |
| 726295 | 2009 VX56                | 11 novembre 2009  | Mount Lemmon Survey                 |
| 726296 | 2009 VN67                | 22 ottobre 2009   | Mount Lemmon Survey                 |
| 726297 | 2009 VK73                | 18 settembre 2003 | NEAT                                |
| 726298 | 2009 VT77                | 18 settembre 2003 | NEAT                                |
| 726299 | 2009 VH86                | 16 ottobre 2009   | Mount Lemmon Survey                 |
| 726300 | 2009 VV97                | 9 novembre 2009   | Spacewatch                          |

## 726301–726400
| Nome   | Designazione provvisoria | Data di scoperta  | Scopritore                 |
| ------ | ------------------------ | ----------------- | -------------------------- |
| 726301 | 2009 VW98                | 9 novembre 2009   | Mount Lemmon Survey        |
| 726302 | 2009 VO99                | 9 novembre 2009   | Spacewatch                 |
| 726303 | 2009 VV101               | 11 novembre 2009  | Spacewatch                 |
| 726304 | 2009 VZ114               | 29 luglio 2003    | AMOS                       |
| 726305 | 2009 VC121               | 8 febbraio 2011   | CSS                        |
| 726306 | 2009 VG122               | 10 novembre 2009  | Spacewatch                 |
| 726307 | 2009 VZ124               | 8 novembre 2009   | Mount Lemmon Survey        |
| 726308 | 2009 VM128               | 8 novembre 2009   | Mount Lemmon Survey        |
| 726309 | 2009 VP129               | 8 novembre 2009   | Mount Lemmon Survey        |
| 726310 | 2009 VB132               | 8 novembre 2009   | Mount Lemmon Survey        |
| 726311 | 2009 WV                  | 26 ottobre 2009   | Mount Lemmon Survey        |
| 726312 | 2009 WO2                 | 22 ottobre 2009   | Mount Lemmon Survey        |
| 726313 | 2009 WS2                 | 16 novembre 2009  | Mount Lemmon Survey        |
| 726314 | 2009 WZ2                 | 22 ottobre 2009   | Mount Lemmon Survey        |
| 726315 | 2009 WM4                 | 18 ottobre 2009   | Mount Lemmon Survey        |
| 726316 | 2009 WH5                 | 16 novembre 2009  | Mount Lemmon Survey        |
| 726317 | 2009 WV9                 | 19 settembre 2009 | Mount Lemmon Survey        |
| 726318 | 2009 WS11                | 16 novembre 2009  | Mount Lemmon Survey        |
| 726319 | 2009 WF13                | 16 novembre 2009  | Mount Lemmon Survey        |
| 726320 | 2009 WK13                | 14 ottobre 2009   | Mount Lemmon Survey        |
| 726321 | 2009 WC16                | 16 settembre 2009 | Spacewatch                 |
| 726322 | 2009 WK19                | 9 novembre 2009   | Mount Lemmon Survey        |
| 726323 | 2009 WU19                | 17 novembre 2009  | Spacewatch                 |
| 726324 | 2009 WN23                | 18 novembre 2009  | Spacewatch                 |
| 726325 | 2009 WH25                | 20 novembre 2009  | Mount Lemmon Survey        |
| 726326 | 2009 WV29                | 16 novembre 2009  | Mount Lemmon Survey        |
| 726327 | 2009 WT30                | 16 novembre 2009  | Spacewatch                 |
| 726328 | 2009 WR36                | 17 novembre 2009  | Osservatorio di La Silla   |
| 726329 | 2009 WN38                | 17 novembre 2009  | Spacewatch                 |
| 726330 | 2009 WV39                | 17 novembre 2009  | Spacewatch                 |
| 726331 | 2009 WA48                | 21 settembre 2003 | Spacewatch                 |
| 726332 | 2009 WH51                | 20 novembre 2009  | Mount Lemmon Survey        |
| 726333 | 2009 WG55                | 1 settembre 2005  | Spacewatch                 |
| 726334 | 2009 WH55                | 21 agosto 2001    | Spacewatch                 |
| 726335 | 2009 WZ55                | 19 settembre 2009 | Mount Lemmon Survey        |
| 726336 | 2009 WS61                | 23 ottobre 2003   | SDSS Collaboration         |
| 726337 | 2009 WB63                | 16 novembre 2009  | Mount Lemmon Survey        |
| 726338 | 2009 WA67                | 17 novembre 2009  | Mount Lemmon Survey        |
| 726339 | 2009 WF69                | 17 novembre 2009  | Mount Lemmon Survey        |
| 726340 | 2009 WV72                | 18 novembre 2009  | Spacewatch                 |
| 726341 | 2009 WO75                | 18 novembre 2009  | Spacewatch                 |
| 726342 | 2009 WR80                | 5 dicembre 1996   | Spacewatch                 |
| 726343 | 2009 WS80                | 18 novembre 2009  | Spacewatch                 |
| 726344 | 2009 WB88                | 19 novembre 2009  | Spacewatch                 |
| 726345 | 2009 WX88                | 5 ottobre 2005    | CSS                        |
| 726346 | 2009 WC91                | 19 novembre 2009  | Mount Lemmon Survey        |
| 726347 | 2009 WF93                | 25 ottobre 2009   | Spacewatch                 |
| 726348 | 2009 WL95                | 23 ottobre 2009   | Mount Lemmon Survey        |
| 726349 | 2009 WN99                | 24 ottobre 2009   | Spacewatch                 |
| 726350 | 2009 WY101               | 18 novembre 2009  | Spacewatch                 |
| 726351 | 2009 WM102               | 22 novembre 2009  | CSS                        |
| 726352 | 2009 WD104               | 23 novembre 2009  | R. Matson                  |
| 726353 | 2009 WK107               | 1 ottobre 2005    | Spacewatch                 |
| 726354 | 2009 WB112               | 17 novembre 2009  | Mount Lemmon Survey        |
| 726355 | 2009 WM112               | 12 ottobre 2009   | Mount Lemmon Survey        |
| 726356 | 2009 WE116               | 20 novembre 2009  | Spacewatch                 |
| 726357 | 2009 WR117               | 20 novembre 2009  | Spacewatch                 |
| 726358 | 2009 WA125               | 8 novembre 2009   | Spacewatch                 |
| 726359 | 2009 WC126               | 5 novembre 2005   | Spacewatch                 |
| 726360 | 2009 WY126               | 20 novembre 2009  | Spacewatch                 |
| 726361 | 2009 WE127               | 16 novembre 2009  | Spacewatch                 |
| 726362 | 2009 WV127               | 20 novembre 2009  | Spacewatch                 |
| 726363 | 2009 WM137               | 23 ottobre 2009   | Mount Lemmon Survey        |
| 726364 | 2009 WB139               | 23 novembre 2009  | Mount Lemmon Survey        |
| 726365 | 2009 WT141               | 18 novembre 2009  | Mount Lemmon Survey        |
| 726366 | 2009 WG146               | 19 novembre 2009  | Mount Lemmon Survey        |
| 726367 | 2009 WK152               | 19 novembre 2009  | Mount Lemmon Survey        |
| 726368 | 2009 WY153               | 19 novembre 2009  | Mount Lemmon Survey        |
| 726369 | 2009 WR154               | 19 novembre 2009  | Mount Lemmon Survey        |
| 726370 | 2009 WB160               | 1 dicembre 2005   | L. H. Wasserman, R. Millis |
| 726371 | 2009 WG160               | 21 novembre 2009  | Mount Lemmon Survey        |
| 726372 | 2009 WL160               | 21 novembre 2009  | Mount Lemmon Survey        |
| 726373 | 2009 WW162               | 21 novembre 2009  | Spacewatch                 |
| 726374 | 2009 WY162               | 21 novembre 2009  | Spacewatch                 |
| 726375 | 2009 WM167               | 22 novembre 2009  | Spacewatch                 |
| 726376 | 2009 WJ168               | 22 novembre 2009  | Spacewatch                 |
| 726377 | 2009 WH170               | 21 agosto 2003    | CINEOS                     |
| 726378 | 2009 WO173               | 22 novembre 2009  | Mount Lemmon Survey        |
| 726379 | 2009 WD178               | 19 settembre 2009 | Mount Lemmon Survey        |
| 726380 | 2009 WM181               | 26 aprile 2007    | Spacewatch                 |
| 726381 | 2009 WV185               | 11 novembre 2009  | Spacewatch                 |
| 726382 | 2009 WL188               | 24 novembre 2009  | Mount Lemmon Survey        |
| 726383 | 2009 WL193               | 30 settembre 2003 | Spacewatch                 |
| 726384 | 2009 WC201               | 26 novembre 2009  | Mount Lemmon Survey        |
| 726385 | 2009 WZ202               | 21 settembre 2009 | Mount Lemmon Survey        |
| 726386 | 2009 WH203               | 4 febbraio 2005   | Mount Lemmon Survey        |
| 726387 | 2009 WS206               | 16 ottobre 2009   | Mount Lemmon Survey        |
| 726388 | 2009 WG208               | 3 settembre 2005  | NEAT                       |
| 726389 | 2009 WX211               | 18 novembre 2009  | Spacewatch                 |
| 726390 | 2009 WN213               | 19 novembre 2009  | Spacewatch                 |
| 726391 | 2009 WS216               | 22 novembre 2009  | CSS                        |
| 726392 | 2009 WQ222               | 28 agosto 2005    | Spacewatch                 |
| 726393 | 2009 WF228               | 18 ottobre 2003   | SDSS Collaboration         |
| 726394 | 2009 WD230               | 17 novembre 2009  | Mount Lemmon Survey        |
| 726395 | 2009 WA234               | 19 settembre 1998 | SDSS Collaboration         |
| 726396 | 2009 WW238               | 17 novembre 2009  | Mount Lemmon Survey        |
| 726397 | 2009 WC239               | 9 dicembre 2015   | Pan-STARRS                 |
| 726398 | 2009 WF240               | 4 novembre 2005   | Spacewatch                 |
| 726399 | 2009 WV241               | 3 maggio 2006     | Mount Lemmon Survey        |
| 726400 | 2009 WC242               | 25 ottobre 2005   | Mount Lemmon Survey        |

## 726401–726500
| Nome   | Designazione provvisoria | Data di scoperta | Scopritore                 |
| ------ | ------------------------ | ---------------- | -------------------------- |
| 726401 | 2009 WR242               | 19 novembre 2009 | Spacewatch                 |
| 726402 | 2009 WL244               | 19 novembre 2009 | Spacewatch                 |
| 726403 | 2009 WP244               | 19 novembre 2009 | CSS                        |
| 726404 | 2009 WD245               | 21 novembre 2009 | Andrushivka Obs.           |
| 726405 | 2009 WB246               | 23 novembre 2009 | Spacewatch                 |
| 726406 | 2009 WZ246               | 26 novembre 2009 | Mount Lemmon Survey        |
| 726407 | 2009 WT247               | 27 novembre 2009 | V. Newski                  |
| 726408 | 2009 WT252               | 26 novembre 2009 | Mount Lemmon Survey        |
| 726409 | 2009 WV252               | 27 novembre 2009 | Mount Lemmon Survey        |
| 726410 | 2009 WB255               | 19 novembre 2009 | Spacewatch                 |
| 726411 | 2009 WJ257               | 25 novembre 2009 | Spacewatch                 |
| 726412 | 2009 WK257               | 25 novembre 2009 | Spacewatch                 |
| 726413 | 2009 WM260               | 25 novembre 2009 | Spacewatch                 |
| 726414 | 2009 WU269               | 23 ottobre 2009  | Mount Lemmon Survey        |
| 726415 | 2009 WX269               | 9 marzo 2005     | Spacewatch                 |
| 726416 | 2009 WJ270               | 30 gennaio 2011  | Mount Lemmon Survey        |
| 726417 | 2009 WE271               | 23 novembre 2009 | CSS                        |
| 726418 | 2009 WY271               | 27 gennaio 2011  | Mount Lemmon Survey        |
| 726419 | 2009 WE272               | 21 novembre 2009 | Mount Lemmon Survey        |
| 726420 | 2009 WA273               | 25 dicembre 2013 | Mount Lemmon Survey        |
| 726421 | 2009 WD273               | 28 marzo 2012    | Mount Lemmon Survey        |
| 726422 | 2009 WN273               | 18 aprile 2012   | Mount Lemmon Survey        |
| 726423 | 2009 WB274               | 25 febbraio 2011 | Mount Lemmon Survey        |
| 726424 | 2009 WH274               | 13 luglio 2013   | Pan-STARRS                 |
| 726425 | 2009 WN274               | 24 ottobre 2009  | Spacewatch                 |
| 726426 | 2009 WB276               | 23 aprile 2015   | Pan-STARRS                 |
| 726427 | 2009 WP276               | 27 aprile 2012   | Pan-STARRS                 |
| 726428 | 2009 WG277               | 27 novembre 2014 | Pan-STARRS                 |
| 726429 | 2009 WJ279               | 27 novembre 2009 | Mount Lemmon Survey        |
| 726430 | 2009 WK279               | 29 ottobre 2014  | Spacewatch                 |
| 726431 | 2009 WN279               | 1 ottobre 2014   | Pan-STARRS                 |
| 726432 | 2009 WY279               | 21 febbraio 2017 | Pan-STARRS                 |
| 726433 | 2009 WA280               | 7 marzo 2016     | Pan-STARRS                 |
| 726434 | 2009 WL280               | 27 agosto 2016   | Pan-STARRS                 |
| 726435 | 2009 WM282               | 17 novembre 2009 | Mount Lemmon Survey        |
| 726436 | 2009 WX283               | 2 agosto 2016    | Pan-STARRS                 |
| 726437 | 2009 WC284               | 29 maggio 2015   | Pan-STARRS                 |
| 726438 | 2009 WK284               | 8 giugno 2018    | Pan-STARRS                 |
| 726439 | 2009 WM285               | 26 novembre 2009 | Spacewatch                 |
| 726440 | 2009 WN285               | 14 agosto 2012   | Spacewatch                 |
| 726441 | 2009 WJ287               | 20 novembre 2009 | Spacewatch                 |
| 726442 | 2009 WJ289               | 21 novembre 2009 | Spacewatch                 |
| 726443 | 2009 WV291               | 17 novembre 2009 | Mount Lemmon Survey        |
| 726444 | 2009 WV299               | 22 novembre 2009 | Spacewatch                 |
| 726445 | 2009 XM2                 | 11 dicembre 2009 | D. Chestnov, A. Novichonok |
| 726446 | 2009 XY2                 | 11 dicembre 2009 | S. Shurpakov               |
| 726447 | 2009 XV5                 | 18 novembre 2001 | SDSS Collaboration         |
| 726448 | 2009 XP8                 | 16 dicembre 2009 | Mount Lemmon Survey        |
| 726449 | 2009 XF10                | 10 dicembre 2009 | Mount Lemmon Survey        |
| 726450 | 2009 XK10                | 20 novembre 2009 | Spacewatch                 |
| 726451 | 2009 XW16                | 15 dicembre 2009 | Mount Lemmon Survey        |
| 726452 | 2009 XK26                | 10 dicembre 2009 | Mount Lemmon Survey        |
| 726453 | 2009 XK28                | 26 ottobre 2016  | Pan-STARRS                 |
| 726454 | 2009 XW28                | 10 dicembre 2009 | Mount Lemmon Survey        |
| 726455 | 2009 XH29                | 10 dicembre 2009 | Mount Lemmon Survey        |
| 726456 | 2009 YD3                 | 17 dicembre 2009 | Mount Lemmon Survey        |
| 726457 | 2009 YG4                 | 17 dicembre 2009 | Mount Lemmon Survey        |
| 726458 | 2009 YK6                 | 19 dicembre 2009 | Spacewatch                 |
| 726459 | 2009 YY6                 | 30 dicembre 2000 | AMOS                       |
| 726460 | 2009 YS7                 | 16 dicembre 2009 | Spacewatch                 |
| 726461 | 2009 YY9                 | 17 dicembre 2009 | Mount Lemmon Survey        |
| 726462 | 2009 YK11                | 18 dicembre 2009 | Mount Lemmon Survey        |
| 726463 | 2009 YV13                | 22 maggio 2006   | Spacewatch                 |
| 726464 | 2009 YH15                | 18 dicembre 2009 | Spacewatch                 |
| 726465 | 2009 YJ21                | 18 dicembre 2009 | Mount Lemmon Survey        |
| 726466 | 2009 YG22                | 18 dicembre 2009 | Spacewatch                 |
| 726467 | 2009 YL23                | 18 dicembre 2009 | Spacewatch                 |
| 726468 | 2009 YC27                | 18 dicembre 2009 | Mount Lemmon Survey        |
| 726469 | 2009 YL27                | 17 dicembre 2009 | Spacewatch                 |
| 726470 | 2009 YX27                | 28 luglio 2016   | Pan-STARRS                 |
| 726471 | 2009 YF28                | 19 dicembre 2009 | Spacewatch                 |
| 726472 | 2009 YQ28                | 9 gennaio 2005   | CINEOS                     |
| 726473 | 2009 YA29                | 18 dicembre 2009 | Mount Lemmon Survey        |
| 726474 | 2009 YN30                | 26 novembre 2009 | Spacewatch                 |
| 726475 | 2009 YF31                | 26 dicembre 2009 | Spacewatch                 |
| 726476 | 2009 YH31                | 14 luglio 2013   | Pan-STARRS                 |
| 726477 | 2009 YU31                | 17 dicembre 2009 | Mount Lemmon Survey        |
| 726478 | 2009 YW31                | 25 dicembre 2009 | Spacewatch                 |
| 726479 | 2009 YX31                | 26 dicembre 2009 | Spacewatch                 |
| 726480 | 2009 YP32                | 4 ottobre 2003   | Spacewatch                 |
| 726481 | 2009 YO33                | 18 dicembre 2009 | Mount Lemmon Survey        |
| 726482 | 2009 YT33                | 13 ottobre 2004  | Spacewatch                 |
| 726483 | 2010 AU21                | 6 gennaio 2010   | Spacewatch                 |
| 726484 | 2010 AX29                | 18 dicembre 2009 | Mount Lemmon Survey        |
| 726485 | 2010 AD30                | 1 ottobre 2009   | Mount Lemmon Survey        |
| 726486 | 2010 AK30                | 9 gennaio 2010   | G. Muler                   |
| 726487 | 2010 AG32                | 6 gennaio 2010   | Spacewatch                 |
| 726488 | 2010 AG35                | 7 gennaio 2010   | Spacewatch                 |
| 726489 | 2010 AJ42                | 6 gennaio 2010   | Mount Lemmon Survey        |
| 726490 | 2010 AC47                | 17 novembre 2009 | Mount Lemmon Survey        |
| 726491 | 2010 AO51                | 8 gennaio 2010   | Mount Lemmon Survey        |
| 726492 | 2010 AY52                | 8 gennaio 2010   | Mount Lemmon Survey        |
| 726493 | 2010 AL53                | 8 gennaio 2010   | Spacewatch                 |
| 726494 | 2010 AF57                | 23 ottobre 2003  | SDSS Collaboration         |
| 726495 | 2010 AX59                | 27 gennaio 2006  | CSS                        |
| 726496 | 2010 AE60                | 10 gennaio 2010  | Roland, C.                 |
| 726497 | 2010 AF63                | 19 dicembre 2009 | Spacewatch                 |
| 726498 | 2010 AH68                | 27 novembre 2009 | Mount Lemmon Survey        |
| 726499 | 2010 AP68                | 9 febbraio 2002  | Spacewatch                 |
| 726500 | 2010 AB82                | 20 agosto 2014   | Pan-STARRS                 |

## 726501–726600
| Nome   | Designazione provvisoria | Data di scoperta  | Scopritore               |
| ------ | ------------------------ | ----------------- | ------------------------ |
| 726501 | 2010 AO82                | 1 novembre 2015   | Mount Lemmon Survey      |
| 726502 | 2010 AQ82                | 11 febbraio 2003  | AMOS                     |
| 726503 | 2010 AN83                | 10 novembre 2016  | Pan-STARRS               |
| 726504 | 2010 AV83                | 7 gennaio 2010    | WISE                     |
| 726505 | 2010 AB84                | 29 gennaio 2015   | Pan-STARRS               |
| 726506 | 2010 AD84                | 18 ottobre 2003   | SDSS Collaboration       |
| 726507 | 2010 AY86                | 19 agosto 2020    | Pan-STARRS 2             |
| 726508 | 2010 AZ86                | 6 dicembre 2002   | LINEAR                   |
| 726509 | 2010 AF87                | 6 marzo 2016      | Pan-STARRS               |
| 726510 | 2010 AV87                | 5 febbraio 2011   | Pan-STARRS               |
| 726511 | 2010 AO88                | 28 agosto 2014    | Pan-STARRS               |
| 726512 | 2010 AQ89                | 14 ottobre 2009   | Spacewatch               |
| 726513 | 2010 AS89                | 25 dicembre 2013  | Spacewatch               |
| 726514 | 2010 AD91                | 12 giugno 2013    | Pan-STARRS               |
| 726515 | 2010 AH91                | 15 ottobre 2009   | Mount Lemmon Survey      |
| 726516 | 2010 AJ91                | 21 agosto 2004    | Spacewatch               |
| 726517 | 2010 AM91                | 19 settembre 2009 | Spacewatch               |
| 726518 | 2010 AN91                | 25 settembre 2009 | CSS                      |
| 726519 | 2010 AV91                | 7 maggio 2014     | Pan-STARRS               |
| 726520 | 2010 AJ94                | 20 febbraio 2014  | Pan-STARRS               |
| 726521 | 2010 AX94                | 15 ottobre 2009   | CSS                      |
| 726522 | 2010 AE97                | 17 ottobre 2009   | Mount Lemmon Survey      |
| 726523 | 2010 AL97                | 9 gennaio 2010    | WISE                     |
| 726524 | 2010 AV97                | 30 dicembre 2005  | Spacewatch               |
| 726525 | 2010 AA98                | 10 gennaio 2010   | WISE                     |
| 726526 | 2010 AE98                | 10 gennaio 2010   | WISE                     |
| 726527 | 2010 AN99                | 24 giugno 2014    | Pan-STARRS               |
| 726528 | 2010 AF100               | 8 novembre 2013   | Mount Lemmon Survey      |
| 726529 | 2010 AJ100               | 12 gennaio 2010   | WISE                     |
| 726530 | 2010 AV100               | 16 maggio 2007    | CSS                      |
| 726531 | 2010 AW100               | 7 gennaio 2006    | Mount Lemmon Survey      |
| 726532 | 2010 AD101               | 28 settembre 2009 | Mount Lemmon Survey      |
| 726533 | 2010 AG101               | 15 ottobre 2009   | CSS                      |
| 726534 | 2010 AU101               | 24 ottobre 2009   | Mount Lemmon Survey      |
| 726535 | 2010 AW101               | 1 ottobre 2014    | Pan-STARRS               |
| 726536 | 2010 AM102               | 16 ottobre 2009   | CSS                      |
| 726537 | 2010 AR102               | 30 settembre 2009 | Mount Lemmon Survey      |
| 726538 | 2010 AQ103               | 13 marzo 2010     | Spacewatch               |
| 726539 | 2010 AH104               | 12 gennaio 2010   | WISE                     |
| 726540 | 2010 AL104               | 24 novembre 2008  | Mount Lemmon Survey      |
| 726541 | 2010 AJ105               | 20 novembre 2004  | Spacewatch               |
| 726542 | 2010 AZ105               | 12 gennaio 2010   | WISE                     |
| 726543 | 2010 AD108               | 5 febbraio 2011   | CSS                      |
| 726544 | 2010 AM108               | 25 ottobre 2009   | Spacewatch               |
| 726545 | 2010 AZ108               | 3 luglio 2016     | Pan-STARRS               |
| 726546 | 2010 AC109               | 12 gennaio 2010   | WISE                     |
| 726547 | 2010 AB111               | 13 gennaio 2010   | WISE                     |
| 726548 | 2010 AT112               | 12 settembre 2013 | Mount Lemmon Survey      |
| 726549 | 2010 AL113               | 8 ottobre 2015    | Pan-STARRS               |
| 726550 | 2010 AS113               | 14 gennaio 2011   | Spacewatch               |
| 726551 | 2010 AW114               | 30 settembre 2009 | Mount Lemmon Survey      |
| 726552 | 2010 AD115               | 15 aprile 2010    | Mount Lemmon Survey      |
| 726553 | 2010 AH115               | 2 novembre 2007   | Spacewatch               |
| 726554 | 2010 AM115               | 15 agosto 2006    | LUSS                     |
| 726555 | 2010 AZ115               | 14 marzo 2012     | Mount Lemmon Survey      |
| 726556 | 2010 AD116               | 13 gennaio 2010   | WISE                     |
| 726557 | 2010 AK116               | 30 settembre 2009 | Mount Lemmon Survey      |
| 726558 | 2010 AM116               | 16 ottobre 2009   | CSS                      |
| 726559 | 2010 AE117               | 2 dicembre 2008   | Mount Lemmon Survey      |
| 726560 | 2010 AT117               | 20 settembre 2003 | NEAT                     |
| 726561 | 2010 AW117               | 13 gennaio 2010   | WISE                     |
| 726562 | 2010 AQ121               | 2 ottobre 2014    | Pan-STARRS               |
| 726563 | 2010 AL122               | 15 aprile 2010    | Mount Lemmon Survey      |
| 726564 | 2010 AE123               | 29 dicembre 2011  | Mount Lemmon Survey      |
| 726565 | 2010 AX123               | 15 settembre 2009 | Spacewatch               |
| 726566 | 2010 AZ123               | 6 gennaio 2010    | Mount Lemmon Survey      |
| 726567 | 2010 AH126               | 14 gennaio 2010   | WISE                     |
| 726568 | 2010 AQ126               | 2 gennaio 2011    | Mount Lemmon Survey      |
| 726569 | 2010 AT126               | 24 novembre 2002  | NEAT                     |
| 726570 | 2010 AK127               | 3 maggio 2008     | Mount Lemmon Survey      |
| 726571 | 2010 AL127               | 14 dicembre 2015  | Pan-STARRS               |
| 726572 | 2010 AU127               | 6 dicembre 2014   | WISE                     |
| 726573 | 2010 AP128               | 14 gennaio 2010   | WISE                     |
| 726574 | 2010 AT128               | 14 giugno 2005    | Spacewatch               |
| 726575 | 2010 AH129               | 18 aprile 2015    | CTIO-DECam               |
| 726576 | 2010 AJ129               | 6 settembre 2008  | Mount Lemmon Survey      |
| 726577 | 2010 AP129               | 30 ottobre 2007   | Mount Lemmon Survey      |
| 726578 | 2010 AX129               | 14 dicembre 2004  | LINEAR                   |
| 726579 | 2010 AZ133               | 3 aprile 2010     | Spacewatch               |
| 726580 | 2010 AC134               | 15 settembre 2012 | Spacewatch               |
| 726581 | 2010 AE134               | 10 novembre 2013  | Spacewatch               |
| 726582 | 2010 AT135               | 11 febbraio 2004  | Spacewatch               |
| 726583 | 2010 AC136               | 15 gennaio 2010   | WISE                     |
| 726584 | 2010 AW137               | 27 settembre 2009 | Mount Lemmon Survey      |
| 726585 | 2010 AA142               | 26 dicembre 2005  | Mount Lemmon Survey      |
| 726586 | 2010 AU143               | 16 marzo 2005     | Mount Lemmon Survey      |
| 726587 | 2010 AY143               | 21 novembre 2009  | Mount Lemmon Survey      |
| 726588 | 2010 AA144               | 26 ottobre 2008   | L. H. Wasserman          |
| 726589 | 2010 AS148               | 8 febbraio 2011   | Mount Lemmon Survey      |
| 726590 | 2010 AL150               | 8 luglio 2010     | WISE                     |
| 726591 | 2010 AE154               | 20 dicembre 2009  | Spacewatch               |
| 726592 | 2010 AN156               | 11 gennaio 2010   | Spacewatch               |
| 726593 | 2010 AS157               | 2 marzo 2016      | Mount Lemmon Survey      |
| 726594 | 2010 AU157               | 3 giugno 2011     | Mount Lemmon Survey      |
| 726595 | 2010 AB158               | 20 marzo 2017     | Pan-STARRS               |
| 726596 | 2010 AO159               | 11 gennaio 2010   | Mount Lemmon Survey      |
| 726597 | 2010 AJ160               | 22 marzo 2015     | Pan-STARRS               |
| 726598 | 2010 AG162               | 11 gennaio 2010   | Mount Lemmon Survey      |
| 726599 | 2010 AO164               | 7 gennaio 2010    | Spacewatch               |
| 726600 | 2010 BQ2                 | 16 gennaio 2010   | N. Hashimoto, S. Okumura |

## 726601–726700
| Nome   | Designazione provvisoria | Data di scoperta  | Scopritore                          |
| ------ | ------------------------ | ----------------- | ----------------------------------- |
| 726601 | 2010 BM5                 | 8 marzo 2005      | Mount Lemmon Survey                 |
| 726602 | 2010 BU5                 | 13 gennaio 2010   | Mount Lemmon Survey                 |
| 726603 | 2010 BW8                 | 29 settembre 2009 | Mount Lemmon Survey                 |
| 726604 | 2010 BZ8                 | 27 luglio 2014    | Pan-STARRS                          |
| 726605 | 2010 BV9                 | 14 ottobre 2009   | Spacewatch                          |
| 726606 | 2010 BA11                | 24 ottobre 2005   | Osservatorio di Mauna Kea           |
| 726607 | 2010 BX11                | 25 agosto 2004    | Spacewatch                          |
| 726608 | 2010 BY11                | 17 febbraio 2004  | unknown object                      |
| 726609 | 2010 BA12                | 21 giugno 2006    | NEAT                                |
| 726610 | 2010 BH12                | 18 settembre 2003 | NEAT                                |
| 726611 | 2010 BQ12                | 27 settembre 2009 | Mount Lemmon Survey                 |
| 726612 | 2010 BT13                | 15 marzo 2007     | Mount Lemmon Survey                 |
| 726613 | 2010 BG14                | 16 ottobre 2009   | CSS                                 |
| 726614 | 2010 BK14                | 20 novembre 2009  | CSS                                 |
| 726615 | 2010 BB16                | 25 settembre 2008 | Mount Lemmon Survey                 |
| 726616 | 2010 BR16                | 31 agosto 2017    | Mount Lemmon Survey                 |
| 726617 | 2010 BT16                | 17 novembre 2014  | Pan-STARRS                          |
| 726618 | 2010 BJ17                | 17 gennaio 2010   | WISE                                |
| 726619 | 2010 BU17                | 27 settembre 2009 | Mount Lemmon Survey                 |
| 726620 | 2010 BE19                | 29 agosto 2005    | Spacewatch                          |
| 726621 | 2010 BE20                | 29 ottobre 2010   | Mount Lemmon Survey                 |
| 726622 | 2010 BM21                | 19 novembre 2009  | Mount Lemmon Survey                 |
| 726623 | 2010 BS21                | 16 settembre 2009 | Mount Lemmon Survey                 |
| 726624 | 2010 BU21                | 23 maggio 2006    | Spacewatch                          |
| 726625 | 2010 BA22                | 3 marzo 2005      | Spacewatch                          |
| 726626 | 2010 BV22                | 29 settembre 2009 | Mount Lemmon Survey                 |
| 726627 | 2010 BA23                | 30 settembre 2009 | Mount Lemmon Survey                 |
| 726628 | 2010 BQ23                | 9 aprile 2010     | CSS                                 |
| 726629 | 2010 BA24                | 20 novembre 2008  | Mount Lemmon Survey                 |
| 726630 | 2010 BH25                | 14 aprile 2010    | Mount Lemmon Survey                 |
| 726631 | 2010 BM25                | 17 gennaio 2010   | WISE                                |
| 726632 | 2010 BS25                | 4 gennaio 2016    | Pan-STARRS                          |
| 726633 | 2010 BL26                | 6 novembre 2013   | Pan-STARRS                          |
| 726634 | 2010 BF27                | 10 dicembre 2010  | Mount Lemmon Survey                 |
| 726635 | 2010 BM27                | 27 settembre 2009 | Mount Lemmon Survey                 |
| 726636 | 2010 BP27                | 9 novembre 2009   | CSS                                 |
| 726637 | 2010 BX27                | 26 ottobre 2009   | Mount Lemmon Survey                 |
| 726638 | 2010 BB28                | 1 luglio 2019     | Pan-STARRS                          |
| 726639 | 2010 BT28                | 18 gennaio 2010   | WISE                                |
| 726640 | 2010 BX32                | 18 gennaio 2010   | WISE                                |
| 726641 | 2010 BY32                | 4 novembre 1996   | Spacewatch                          |
| 726642 | 2010 BG33                | 27 agosto 2014    | Pan-STARRS                          |
| 726643 | 2010 BR33                | 21 novembre 2009  | Mount Lemmon Survey                 |
| 726644 | 2010 BJ34                | 13 maggio 2010    | Mount Lemmon Survey                 |
| 726645 | 2010 BT34                | 20 maggio 2015    | CTIO-DECam                          |
| 726646 | 2010 BW35                | 4 marzo 2005      | Spacewatch                          |
| 726647 | 2010 BO37                | 27 agosto 2014    | Pan-STARRS                          |
| 726648 | 2010 BG39                | 27 ottobre 2009   | Mount Lemmon Survey                 |
| 726649 | 2010 BJ39                | 26 ottobre 2009   | Mount Lemmon Survey                 |
| 726650 | 2010 BM39                | 31 gennaio 2004   | SDSS Collaboration                  |
| 726651 | 2010 BO39                | 6 dicembre 2008   | Spacewatch                          |
| 726652 | 2010 BV39                | 19 gennaio 2010   | WISE                                |
| 726653 | 2010 BB40                | 24 novembre 2003  | Spacewatch                          |
| 726654 | 2010 BG40                | 16 ottobre 2009   | CSS                                 |
| 726655 | 2010 BS40                | 13 gennaio 2011   | Spacewatch                          |
| 726656 | 2010 BN41                | 19 dicembre 2001  | NEAT                                |
| 726657 | 2010 BA42                | 19 gennaio 2010   | WISE                                |
| 726658 | 2010 BK42                | 19 gennaio 2010   | WISE                                |
| 726659 | 2010 BL42                | 19 gennaio 2010   | WISE                                |
| 726660 | 2010 BA43                | 15 ottobre 2009   | CSS                                 |
| 726661 | 2010 BF43                | 13 ottobre 2009   | Osservatorio astronomico di Maiorca |
| 726662 | 2010 BN43                | 19 gennaio 2010   | WISE                                |
| 726663 | 2010 BH44                | 9 dicembre 2015   | Mount Lemmon Survey                 |
| 726664 | 2010 BY44                | 6 luglio 2010     | WISE                                |
| 726665 | 2010 BY45                | 25 aprile 2007    | Spacewatch                          |
| 726666 | 2010 BA46                | 19 gennaio 2010   | WISE                                |
| 726667 | 2010 BA48                | 20 gennaio 2010   | WISE                                |
| 726668 | 2010 BL49                | 13 marzo 2010     | Spacewatch                          |
| 726669 | 2010 BW49                | 19 dicembre 2004  | Spacewatch                          |
| 726670 | 2010 BM51                | 1 dicembre 2008   | Spacewatch                          |
| 726671 | 2010 BA52                | 20 gennaio 2010   | WISE                                |
| 726672 | 2010 BU52                | 16 settembre 2009 | Mount Lemmon Survey                 |
| 726673 | 2010 BZ52                | 20 gennaio 2010   | WISE                                |
| 726674 | 2010 BV53                | 7 gennaio 2016    | Pan-STARRS                          |
| 726675 | 2010 BF54                | 20 gennaio 2010   | WISE                                |
| 726676 | 2010 BB55                | 17 dicembre 2001  | LINEAR                              |
| 726677 | 2010 BP55                | 29 dicembre 2008  | Mount Lemmon Survey                 |
| 726678 | 2010 BC56                | 20 gennaio 2010   | WISE                                |
| 726679 | 2010 BM56                | 24 ottobre 2009   | Spacewatch                          |
| 726680 | 2010 BV56                | 17 settembre 2003 | Spacewatch                          |
| 726681 | 2010 BY56                | 21 gennaio 2010   | WISE                                |
| 726682 | 2010 BZ56                | 21 gennaio 2010   | WISE                                |
| 726683 | 2010 BB57                | 16 gennaio 2005   | Osservatorio di Mauna Kea           |
| 726684 | 2010 BP57                | 12 novembre 2007  | CSS                                 |
| 726685 | 2010 BY57                | 25 agosto 2014    | Pan-STARRS                          |
| 726686 | 2010 BP58                | 17 marzo 2012     | Mount Lemmon Survey                 |
| 726687 | 2010 BL59                | 2 ottobre 2009    | Mount Lemmon Survey                 |
| 726688 | 2010 BB60                | 17 ottobre 2007   | CSS                                 |
| 726689 | 2010 BO61                | 19 ottobre 2003   | Spacewatch                          |
| 726690 | 2010 BU61                | 29 luglio 2014    | Pan-STARRS                          |
| 726691 | 2010 BM62                | 15 settembre 2009 | Mount Lemmon Survey                 |
| 726692 | 2010 BV62                | 21 giugno 2007    | Spacewatch                          |
| 726693 | 2010 BA64                | 21 gennaio 2010   | WISE                                |
| 726694 | 2010 BS64                | 29 settembre 2003 | Spacewatch                          |
| 726695 | 2010 BU64                | 13 maggio 2010    | Mount Lemmon Survey                 |
| 726696 | 2010 BF65                | 21 gennaio 2010   | WISE                                |
| 726697 | 2010 BO65                | 2 gennaio 2009    | Mount Lemmon Survey                 |
| 726698 | 2010 BL67                | 18 marzo 2010     | Spacewatch                          |
| 726699 | 2010 BE68                | 22 gennaio 2010   | WISE                                |
| 726700 | 2010 BG68                | 22 gennaio 2010   | WISE                                |

## 726701–726800
| Nome   | Designazione provvisoria | Data di scoperta  | Scopritore             |
| ------ | ------------------------ | ----------------- | ---------------------- |
| 726701 | 2010 BS69                | 30 dicembre 2008  | Mount Lemmon Survey    |
| 726702 | 2010 BU69                | 4 aprile 2014     | Spacewatch             |
| 726703 | 2010 BA71                | 22 gennaio 2010   | WISE                   |
| 726704 | 2010 BH71                | 22 gennaio 2010   | WISE                   |
| 726705 | 2010 BN72                | 23 gennaio 2010   | WISE                   |
| 726706 | 2010 BP72                | 7 novembre 2007   | CSS                    |
| 726707 | 2010 BZ72                | 23 gennaio 2010   | WISE                   |
| 726708 | 2010 BB74                | 9 aprile 2014     | Pan-STARRS             |
| 726709 | 2010 BT75                | 24 gennaio 2010   | WISE                   |
| 726710 | 2010 BR76                | 10 marzo 2015     | CSS                    |
| 726711 | 2010 BD77                | 7 aprile 2010     | W. Bickel              |
| 726712 | 2010 BG77                | 18 ottobre 2007   | Spacewatch             |
| 726713 | 2010 BM77                | 24 gennaio 2010   | WISE                   |
| 726714 | 2010 BR77                | 24 gennaio 2010   | WISE                   |
| 726715 | 2010 BC78                | 24 gennaio 2010   | WISE                   |
| 726716 | 2010 BV78                | 8 giugno 2016     | Pan-STARRS             |
| 726717 | 2010 BE79                | 2 dicembre 2010   | Mount Lemmon Survey    |
| 726718 | 2010 BJ79                | 18 gennaio 2005   | Spacewatch             |
| 726719 | 2010 BQ79                | 14 aprile 2010    | Spacewatch             |
| 726720 | 2010 BT79                | 23 gennaio 2006   | Spacewatch             |
| 726721 | 2010 BA80                | 10 luglio 2014    | Pan-STARRS             |
| 726722 | 2010 BU80                | 25 gennaio 2011   | Mount Lemmon Survey    |
| 726723 | 2010 BG81                | 3 gennaio 2014    | Spacewatch             |
| 726724 | 2010 BQ81                | 16 ottobre 2015   | Mount Lemmon Survey    |
| 726725 | 2010 BR81                | 8 novembre 2009   | CSS                    |
| 726726 | 2010 BD82                | 22 aprile 2010    | W. Bickel              |
| 726727 | 2010 BH82                | 14 febbraio 2004  | Spacewatch             |
| 726728 | 2010 BC83                | 1 luglio 2014     | Mount Lemmon Survey    |
| 726729 | 2010 BD83                | 20 novembre 2008  | Spacewatch             |
| 726730 | 2010 BW84                | 26 gennaio 2010   | WISE                   |
| 726731 | 2010 BW85                | 11 ottobre 1999   | Spacewatch             |
| 726732 | 2010 BP86                | 26 gennaio 2010   | WISE                   |
| 726733 | 2010 BB87                | 22 febbraio 2011  | Spacewatch             |
| 726734 | 2010 BH87                | 26 gennaio 2010   | WISE                   |
| 726735 | 2010 BK87                | 20 febbraio 2004  | AMOS                   |
| 726736 | 2010 BL87                | 13 maggio 2005    | Spacewatch             |
| 726737 | 2010 BW87                | 26 gennaio 2010   | WISE                   |
| 726738 | 2010 BY87                | 1 gennaio 2009    | Osservatorio Jarnac    |
| 726739 | 2010 BH88                | 20 settembre 2003 | Spacewatch             |
| 726740 | 2010 BB89                | 26 gennaio 2010   | WISE                   |
| 726741 | 2010 BF90                | 5 dicembre 2008   | Mount Lemmon Survey    |
| 726742 | 2010 BR90                | 8 novembre 2009   | Mount Lemmon Survey    |
| 726743 | 2010 BA91                | 29 agosto 2014    | Mount Lemmon Survey    |
| 726744 | 2010 BB91                | 14 dicembre 2010  | Mount Lemmon Survey    |
| 726745 | 2010 BC91                | 1 ottobre 2009    | Mount Lemmon Survey    |
| 726746 | 2010 BN93                | 30 ottobre 2009   | Mount Lemmon Survey    |
| 726747 | 2010 BP93                | 9 novembre 2009   | Mount Lemmon Survey    |
| 726748 | 2010 BQ93                | 6 novembre 2015   | Mount Lemmon Survey    |
| 726749 | 2010 BF94                | 8 novembre 2013   | Mount Lemmon Survey    |
| 726750 | 2010 BE95                | 6 maggio 2010     | Mount Lemmon Survey    |
| 726751 | 2010 BR96                | 8 novembre 2009   | CSS                    |
| 726752 | 2010 BX97                | 20 settembre 2001 | SDSS Collaboration     |
| 726753 | 2010 BO98                | 30 ottobre 2009   | Mount Lemmon Survey    |
| 726754 | 2010 BK99                | 21 marzo 2015     | Pan-STARRS             |
| 726755 | 2010 BP99                | 8 febbraio 2011   | Mount Lemmon Survey    |
| 726756 | 2010 BP100               | 30 settembre 2009 | Mount Lemmon Survey    |
| 726757 | 2010 BT100               | 8 novembre 2009   | Mount Lemmon Survey    |
| 726758 | 2010 BO101               | 26 gennaio 2015   | Pan-STARRS             |
| 726759 | 2010 BM102               | 17 settembre 2003 | Spacewatch             |
| 726760 | 2010 BL103               | 27 gennaio 2011   | CSS                    |
| 726761 | 2010 BP103               | 31 luglio 2000    | M. W. Buie, S. D. Kern |
| 726762 | 2010 BL104               | 28 gennaio 2010   | WISE                   |
| 726763 | 2010 BO104               | 28 gennaio 2010   | WISE                   |
| 726764 | 2010 BY107               | 14 maggio 2010    | C. Rinner, F. Kugel    |
| 726765 | 2010 BL108               | 20 agosto 2001    | Cerro Tololo Obs.      |
| 726766 | 2010 BX108               | 29 gennaio 2011   | Mount Lemmon Survey    |
| 726767 | 2010 BY108               | 23 ottobre 2009   | Spacewatch             |
| 726768 | 2010 BZ108               | 30 gennaio 2011   | L. Elenin              |
| 726769 | 2010 BG109               | 26 febbraio 2007  | Mount Lemmon Survey    |
| 726770 | 2010 BM110               | 31 gennaio 2015   | Pan-STARRS             |
| 726771 | 2010 BC111               | 28 ottobre 2014   | Pan-STARRS             |
| 726772 | 2010 BZ113               | 12 febbraio 2011  | Mount Lemmon Survey    |
| 726773 | 2010 BD114               | 1 febbraio 2009   | Mount Lemmon Survey    |
| 726774 | 2010 BB116               | 21 ottobre 2009   | Mount Lemmon Survey    |
| 726775 | 2010 BC118               | 30 ottobre 2009   | Mount Lemmon Survey    |
| 726776 | 2010 BR118               | 21 febbraio 2007  | Mount Lemmon Survey    |
| 726777 | 2010 BZ120               | 13 ottobre 2016   | Mount Lemmon Survey    |
| 726778 | 2010 BD122               | 15 aprile 2010    | Mount Lemmon Survey    |
| 726779 | 2010 BO122               | 21 novembre 2009  | CSS                    |
| 726780 | 2010 BE123               | 16 ottobre 2001   | NEAT                   |
| 726781 | 2010 BO123               | 25 marzo 2007     | Mount Lemmon Survey    |
| 726782 | 2010 BQ123               | 14 ottobre 2009   | Mount Lemmon Survey    |
| 726783 | 2010 BF124               | 25 agosto 2014    | Pan-STARRS             |
| 726784 | 2010 BP124               | 26 ottobre 2009   | Mount Lemmon Survey    |
| 726785 | 2010 BR124               | 12 ottobre 2009   | Mount Lemmon Survey    |
| 726786 | 2010 BU124               | 29 agosto 2014    | Mount Lemmon Survey    |
| 726787 | 2010 BB125               | 21 dicembre 2008  | Spacewatch             |
| 726788 | 2010 BT126               | 4 febbraio 2017   | Pan-STARRS             |
| 726789 | 2010 BJ127               | 26 ottobre 2009   | Mount Lemmon Survey    |
| 726790 | 2010 BM127               | 28 dicembre 2011  | Spacewatch             |
| 726791 | 2010 BT127               | 27 gennaio 2015   | Pan-STARRS             |
| 726792 | 2010 BY127               | 19 luglio 2005    | NEAT                   |
| 726793 | 2010 BS128               | 21 marzo 2017     | Pan-STARRS             |
| 726794 | 2010 BB129               | 23 gennaio 2006   | Spacewatch             |
| 726795 | 2010 BO129               | 8 novembre 2009   | CSS                    |
| 726796 | 2010 BU129               | 6 marzo 2017      | Pan-STARRS             |
| 726797 | 2010 BD130               | 31 gennaio 2010   | WISE                   |
| 726798 | 2010 BM134               | 18 febbraio 2005  | A. Boattini            |
| 726799 | 2010 BJ136               | 2 gennaio 2009    | Mount Lemmon Survey    |
| 726800 | 2010 BB137               | 14 settembre 2005 | Spacewatch             |

## 726801–726900
| Nome   | Designazione provvisoria | Data di scoperta  | Scopritore               |
| ------ | ------------------------ | ----------------- | ------------------------ |
| 726801 | 2010 BD137               | 5 febbraio 2011   | Pan-STARRS               |
| 726802 | 2010 BE139               | 15 aprile 2010    | Mount Lemmon Survey      |
| 726803 | 2010 BL141               | 11 luglio 2010    | WISE                     |
| 726804 | 2010 BQ152               | 22 gennaio 2015   | Pan-STARRS               |
| 726805 | 2010 BR152               | 2 marzo 2009      | Mount Lemmon Survey      |
| 726806 | 2010 CE                  | 19 dicembre 2009  | Mount Lemmon Survey      |
| 726807 | 2010 CF                  | 6 febbraio 2010   | R. Ferrando, M. Ferrando |
| 726808 | 2010 CU                  | 5 febbraio 2010   | WISE                     |
| 726809 | 2010 CX                  | 5 febbraio 2010   | WISE                     |
| 726810 | 2010 CT4                 | 24 novembre 2009  | Spacewatch               |
| 726811 | 2010 CY5                 | 6 febbraio 2010   | WISE                     |
| 726812 | 2010 CN9                 | 4 settembre 2008  | Spacewatch               |
| 726813 | 2010 CP9                 | 30 marzo 2017     | Mount Lemmon Survey      |
| 726814 | 2010 CN11                | 21 novembre 2009  | CSS                      |
| 726815 | 2010 CR11                | 14 dicembre 2015  | Mount Lemmon Survey      |
| 726816 | 2010 CF13                | 9 febbraio 2010   | WISE                     |
| 726817 | 2010 CG13                | 18 marzo 2004     | Spacewatch               |
| 726818 | 2010 CL13                | 10 febbraio 2010  | WISE                     |
| 726819 | 2010 CD14                | 10 febbraio 2010  | WISE                     |
| 726820 | 2010 CD16                | 1 ottobre 2014    | Pan-STARRS               |
| 726821 | 2010 CR18                | 13 febbraio 2010  | L. Elenin                |
| 726822 | 2010 CL24                | 3 settembre 2008  | Spacewatch               |
| 726823 | 2010 CM30                | 5 gennaio 2010    | Spacewatch               |
| 726824 | 2010 CE35                | 10 febbraio 2010  | Spacewatch               |
| 726825 | 2010 CR37                | 21 ottobre 2008   | Spacewatch               |
| 726826 | 2010 CK40                | 8 aprile 2006     | Spacewatch               |
| 726827 | 2010 CF42                | 6 febbraio 2010   | Mount Lemmon Survey      |
| 726828 | 2010 CW42                | 10 dicembre 2009  | CSS                      |
| 726829 | 2010 CS43                | 9 febbraio 2010   | CSS                      |
| 726830 | 2010 CL45                | 11 febbraio 2010  | WISE                     |
| 726831 | 2010 CT45                | 23 novembre 2009  | Mount Lemmon Survey      |
| 726832 | 2010 CP46                | 27 febbraio 2000  | Spacewatch               |
| 726833 | 2010 CV46                | 26 ottobre 2009   | Spacewatch               |
| 726834 | 2010 CY46                | 1 marzo 2011      | Mount Lemmon Survey      |
| 726835 | 2010 CQ47                | 12 febbraio 2010  | WISE                     |
| 726836 | 2010 CB48                | 1 aprile 2003     | SDSS Collaboration       |
| 726837 | 2010 CD48                | 21 febbraio 2017  | Pan-STARRS               |
| 726838 | 2010 CH49                | 6 gennaio 2010    | Mount Lemmon Survey      |
| 726839 | 2010 CP49                | 31 agosto 2003    | AMOS                     |
| 726840 | 2010 CV49                | 13 febbraio 2010  | WISE                     |
| 726841 | 2010 CX50                | 13 febbraio 2010  | WISE                     |
| 726842 | 2010 CM52                | 5 dicembre 1996   | Spacewatch               |
| 726843 | 2010 CH53                | 6 gennaio 2010    | Mount Lemmon Survey      |
| 726844 | 2010 CE60                | 23 settembre 2008 | Mount Lemmon Survey      |
| 726845 | 2010 CE64                | 16 marzo 2007     | Mount Lemmon Survey      |
| 726846 | 2010 CY65                | 26 ottobre 2009   | Spacewatch               |
| 726847 | 2010 CA69                | 10 febbraio 2010  | Spacewatch               |
| 726848 | 2010 CT72                | 5 gennaio 2010    | Spacewatch               |
| 726849 | 2010 CS74                | 13 febbraio 2010  | Mount Lemmon Survey      |
| 726850 | 2010 CK81                | 5 settembre 2008  | Spacewatch               |
| 726851 | 2010 CW83                | 13 febbraio 2010  | E. E. Sheridan           |
| 726852 | 2010 CN91                | 14 febbraio 2010  | Mount Lemmon Survey      |
| 726853 | 2010 CT91                | 14 febbraio 2010  | Spacewatch               |
| 726854 | 2010 CV92                | 21 novembre 2003  | Spacewatch               |
| 726855 | 2010 CX96                | 14 febbraio 2010  | Mount Lemmon Survey      |
| 726856 | 2010 CN97                | 6 febbraio 2010   | Mount Lemmon Survey      |
| 726857 | 2010 CF100               | 8 novembre 2008   | Mount Lemmon Survey      |
| 726858 | 2010 CO102               | 14 febbraio 2010  | Mount Lemmon Survey      |
| 726859 | 2010 CL104               | 14 febbraio 2010  | Mount Lemmon Survey      |
| 726860 | 2010 CV106               | 12 gennaio 2010   | Spacewatch               |
| 726861 | 2010 CZ112               | 14 febbraio 2010  | Mount Lemmon Survey      |
| 726862 | 2010 CV114               | 14 febbraio 2010  | Mount Lemmon Survey      |
| 726863 | 2010 CR119               | 15 febbraio 2010  | Mount Lemmon Survey      |
| 726864 | 2010 CW119               | 15 febbraio 2010  | Mount Lemmon Survey      |
| 726865 | 2010 CT123               | 15 febbraio 2010  | Mount Lemmon Survey      |
| 726866 | 2010 CM125               | 10 ottobre 2002   | SDSS Collaboration       |
| 726867 | 2010 CZ127               | 31 gennaio 2003   | LINEAR                   |
| 726868 | 2010 CX130               | 26 gennaio 2011   | Spacewatch               |
| 726869 | 2010 CB131               | 25 dicembre 1998  | Spacewatch               |
| 726870 | 2010 CH132               | 15 febbraio 2010  | WISE                     |
| 726871 | 2010 CZ133               | 5 luglio 2014     | Pan-STARRS               |
| 726872 | 2010 CU134               | 25 gennaio 2009   | Spacewatch               |
| 726873 | 2010 CE135               | 12 febbraio 2010  | WISE                     |
| 726874 | 2010 CQ135               | 29 agosto 2006    | Spacewatch               |
| 726875 | 2010 CR135               | 12 febbraio 2004  | Spacewatch               |
| 726876 | 2010 CZ135               | 13 novembre 2007  | Mount Lemmon Survey      |
| 726877 | 2010 CN136               | 15 febbraio 2010  | WISE                     |
| 726878 | 2010 CD137               | 15 febbraio 2010  | WISE                     |
| 726879 | 2010 CT138               | 10 gennaio 2006   | Mount Lemmon Survey      |
| 726880 | 2010 CG140               | 9 settembre 2008  | Mount Lemmon Survey      |
| 726881 | 2010 CG141               | 10 febbraio 2010  | Spacewatch               |
| 726882 | 2010 CB143               | 21 novembre 2009  | Mount Lemmon Survey      |
| 726883 | 2010 CE144               | 9 febbraio 2010   | CSS                      |
| 726884 | 2010 CT145               | 15 ottobre 2001   | NEAT                     |
| 726885 | 2010 CO150               | 14 febbraio 2010  | Mount Lemmon Survey      |
| 726886 | 2010 CD153               | 11 gennaio 2010   | Spacewatch               |
| 726887 | 2010 CM153               | 14 febbraio 2010  | Spacewatch               |
| 726888 | 2010 CN155               | 15 febbraio 2010  | Spacewatch               |
| 726889 | 2010 CB157               | 15 febbraio 2010  | Spacewatch               |
| 726890 | 2010 CG160               | 9 febbraio 2010   | CSS                      |
| 726891 | 2010 CK160               | 27 novembre 2009  | Mount Lemmon Survey      |
| 726892 | 2010 CA162               | 24 dicembre 2005  | Spacewatch               |
| 726893 | 2010 CS162               | 6 gennaio 2010    | Spacewatch               |
| 726894 | 2010 CV167               | 15 febbraio 2010  | Mount Lemmon Survey      |
| 726895 | 2010 CJ168               | 15 febbraio 2010  | Spacewatch               |
| 726896 | 2010 CU169               | 29 agosto 2002    | Spacewatch               |
| 726897 | 2010 CP173               | 9 febbraio 2010   | Spacewatch               |
| 726898 | 2010 CG177               | 10 febbraio 2010  | Spacewatch               |
| 726899 | 2010 CP181               | 16 febbraio 2010  | Spacewatch               |
| 726900 | 2010 CR181               | 15 febbraio 2010  | Spacewatch               |

## 726901–727000
| Nome   | Designazione provvisoria | Data di scoperta  | Scopritore          |
| ------ | ------------------------ | ----------------- | ------------------- |
| 726901 | 2010 CH182               | 19 febbraio 2010  | Mount Lemmon Survey |
| 726902 | 2010 CM182               | 17 febbraio 2010  | Mount Lemmon Survey |
| 726903 | 2010 CE184               | 10 febbraio 2010  | SSS                 |
| 726904 | 2010 CA187               | 28 settembre 2009 | Mount Lemmon Survey |
| 726905 | 2010 CW189               | 26 gennaio 2011   | CSS                 |
| 726906 | 2010 CC190               | 19 agosto 2006    | LONEOS              |
| 726907 | 2010 CX190               | 16 marzo 2007     | CSS                 |
| 726908 | 2010 CB191               | 1 gennaio 2014    | Mount Lemmon Survey |
| 726909 | 2010 CW191               | 8 novembre 2007   | CSS                 |
| 726910 | 2010 CY191               | 28 gennaio 2017   | Pan-STARRS          |
| 726911 | 2010 CA192               | 13 febbraio 2011  | Mount Lemmon Survey |
| 726912 | 2010 CC192               | 27 ottobre 2009   | Spacewatch          |
| 726913 | 2010 CG192               | 18 luglio 2006    | Mount Lemmon Survey |
| 726914 | 2010 CT193               | 20 agosto 2014    | Pan-STARRS          |
| 726915 | 2010 CW193               | 19 maggio 2012    | Mount Lemmon Survey |
| 726916 | 2010 CA194               | 13 maggio 2010    | Mount Lemmon Survey |
| 726917 | 2010 CC194               | 13 agosto 2006    | NEAT                |
| 726918 | 2010 CS194               | 19 maggio 2010    | Mount Lemmon Survey |
| 726919 | 2010 CP198               | 25 febbraio 2007  | Spacewatch          |
| 726920 | 2010 CQ198               | 14 agosto 2001    | AMOS                |
| 726921 | 2010 CT198               | 25 agosto 2014    | Pan-STARRS          |
| 726922 | 2010 CX198               | 17 marzo 2004     | NEAT                |
| 726923 | 2010 CA199               | 12 marzo 2014     | Pan-STARRS          |
| 726924 | 2010 CG199               | 13 dicembre 2015  | Pan-STARRS          |
| 726925 | 2010 CJ199               | 28 gennaio 2000   | Spacewatch          |
| 726926 | 2010 CS199               | 16 giugno 2010    | Mount Lemmon Survey |
| 726927 | 2010 CY199               | 9 aprile 2010     | Mount Lemmon Survey |
| 726928 | 2010 CL200               | 19 novembre 2007  | Spacewatch          |
| 726929 | 2010 CS201               | 26 gennaio 2011   | Spacewatch          |
| 726930 | 2010 CW201               | 20 ottobre 2007   | Mount Lemmon Survey |
| 726931 | 2010 CF202               | 28 novembre 2013  | Spacewatch          |
| 726932 | 2010 CJ203               | 20 novembre 2008  | Mount Lemmon Survey |
| 726933 | 2010 CN203               | 3 febbraio 2010   | WISE                |
| 726934 | 2010 CT204               | 18 ottobre 2009   | Mount Lemmon Survey |
| 726935 | 2010 CB206               | 21 novembre 2009  | CSS                 |
| 726936 | 2010 CL206               | 3 settembre 2007  | Mount Lemmon Survey |
| 726937 | 2010 CX207               | 4 ottobre 2014    | Mount Lemmon Survey |
| 726938 | 2010 CL208               | 13 febbraio 2011  | Mount Lemmon Survey |
| 726939 | 2010 CS208               | 27 ottobre 2009   | Mount Lemmon Survey |
| 726940 | 2010 CL209               | 27 ottobre 2009   | Mount Lemmon Survey |
| 726941 | 2010 CL211               | 16 gennaio 2016   | Pan-STARRS          |
| 726942 | 2010 CB214               | 17 agosto 2006    | NEAT                |
| 726943 | 2010 CC215               | 14 ottobre 2009   | Mount Lemmon Survey |
| 726944 | 2010 CQ215               | 27 ottobre 2009   | Mount Lemmon Survey |
| 726945 | 2010 CS215               | 13 settembre 2007 | Spacewatch          |
| 726946 | 2010 CU215               | 6 febbraio 2010   | WISE                |
| 726947 | 2010 CN216               | 28 gennaio 2011   | Mount Lemmon Survey |
| 726948 | 2010 CL218               | 7 febbraio 2010   | WISE                |
| 726949 | 2010 CE219               | 17 ottobre 2006   | Spacewatch          |
| 726950 | 2010 CP219               | 26 ottobre 2009   | Spacewatch          |
| 726951 | 2010 CS219               | 11 novembre 2009  | Spacewatch          |
| 726952 | 2010 CT219               | 5 settembre 2008  | Spacewatch          |
| 726953 | 2010 CK220               | 16 gennaio 2009   | Mount Lemmon Survey |
| 726954 | 2010 CX220               | 22 novembre 2009  | Mount Lemmon Survey |
| 726955 | 2010 CY221               | 29 agosto 2013    | Pan-STARRS          |
| 726956 | 2010 CC223               | 8 aprile 2010     | Spacewatch          |
| 726957 | 2010 CO224               | 23 novembre 2009  | Spacewatch          |
| 726958 | 2010 CZ224               | 22 novembre 2009  | Mount Lemmon Survey |
| 726959 | 2010 CB228               | 11 maggio 2010    | Mount Lemmon Survey |
| 726960 | 2010 CY228               | 26 gennaio 2012   | Pan-STARRS          |
| 726961 | 2010 CA229               | 22 novembre 2009  | Mount Lemmon Survey |
| 726962 | 2010 CF229               | 25 settembre 2006 | Spacewatch          |
| 726963 | 2010 CU229               | 9 aprile 2010     | Spacewatch          |
| 726964 | 2010 CC230               | 24 novembre 2009  | Mount Lemmon Survey |
| 726965 | 2010 CD230               | 23 novembre 2009  | Mount Lemmon Survey |
| 726966 | 2010 CA231               | 3 febbraio 2009   | Mount Lemmon Survey |
| 726967 | 2010 CA232               | 1 febbraio 2010   | WISE                |
| 726968 | 2010 CU232               | 6 agosto 2011     | Pan-STARRS          |
| 726969 | 2010 CE233               | 20 dicembre 2009  | Mount Lemmon Survey |
| 726970 | 2010 CS233               | 19 settembre 2015 | Pan-STARRS          |
| 726971 | 2010 CU233               | 17 marzo 2012     | Mount Lemmon Survey |
| 726972 | 2010 CV233               | 25 gennaio 2011   | Mount Lemmon Survey |
| 726973 | 2010 CL235               | 30 settembre 2003 | Spacewatch          |
| 726974 | 2010 CY235               | 25 luglio 2010    | WISE                |
| 726975 | 2010 CS236               | 21 marzo 2010     | Mount Lemmon Survey |
| 726976 | 2010 CG237               | 13 novembre 2014  | Mount Lemmon Survey |
| 726977 | 2010 CJ237               | 28 settembre 2003 | Spacewatch          |
| 726978 | 2010 CF238               | 12 gennaio 2016   | Pan-STARRS          |
| 726979 | 2010 CL238               | 22 settembre 2003 | NEAT                |
| 726980 | 2010 CQ238               | 4 maggio 2010     | CSS                 |
| 726981 | 2010 CW238               | 2 febbraio 2010   | WISE                |
| 726982 | 2010 CB239               | 31 ottobre 2014   | Mount Lemmon Survey |
| 726983 | 2010 CR240               | 27 gennaio 2012   | Spacewatch          |
| 726984 | 2010 CX240               | 30 luglio 2008    | Spacewatch          |
| 726985 | 2010 CA241               | 14 marzo 2004     | LINEAR              |
| 726986 | 2010 CA243               | 24 ottobre 2009   | Mount Lemmon Survey |
| 726987 | 2010 CJ243               | 27 ottobre 2009   | Mount Lemmon Survey |
| 726988 | 2010 CZ245               | 19 novembre 2009  | CSS                 |
| 726989 | 2010 CR246               | 16 novembre 2009  | Mount Lemmon Survey |
| 726990 | 2010 CX246               | 13 maggio 2010    | Mount Lemmon Survey |
| 726991 | 2010 CP247               | 27 luglio 2010    | WISE                |
| 726992 | 2010 CP249               | 13 febbraio 2010  | Mount Lemmon Survey |
| 726993 | 2010 CZ249               | 14 febbraio 2010  | Mount Lemmon Survey |
| 726994 | 2010 CZ250               | 14 febbraio 2010  | PTF                 |
| 726995 | 2010 CB254               | 3 aprile 2017     | Pan-STARRS          |
| 726996 | 2010 CM257               | 2 gennaio 2009    | Spacewatch          |
| 726997 | 2010 CT260               | 9 febbraio 2010   | WISE                |
| 726998 | 2010 CY266               | 28 febbraio 2009  | Mount Lemmon Survey |
| 726999 | 2010 CJ270               | 14 febbraio 2010  | Mount Lemmon Survey |
| 727000 | 2010 CV271               | 30 dicembre 2013  | Mount Lemmon Survey |